# Bitva u Oršy

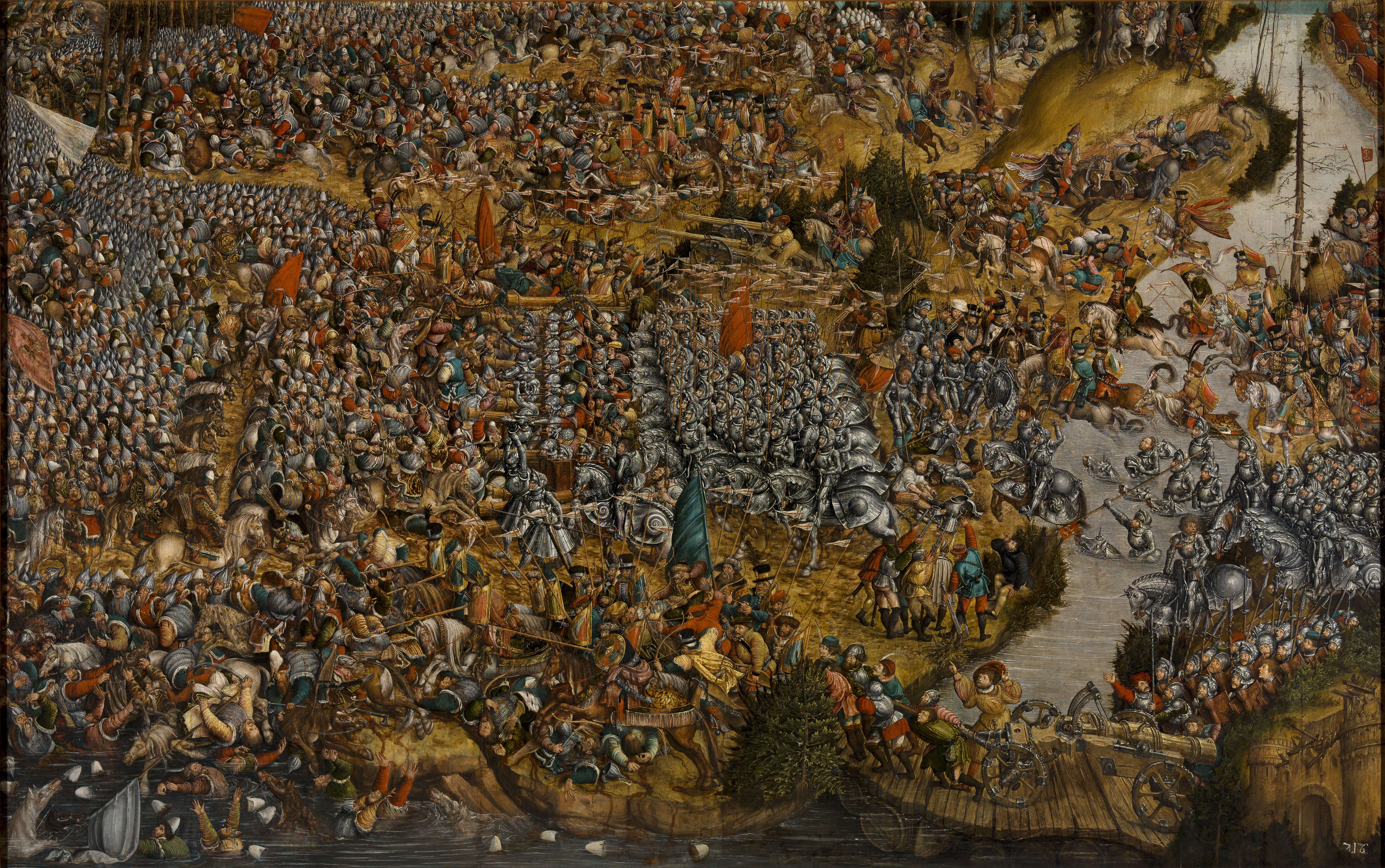
Bitva u Oršy, obraz Hanse Krella

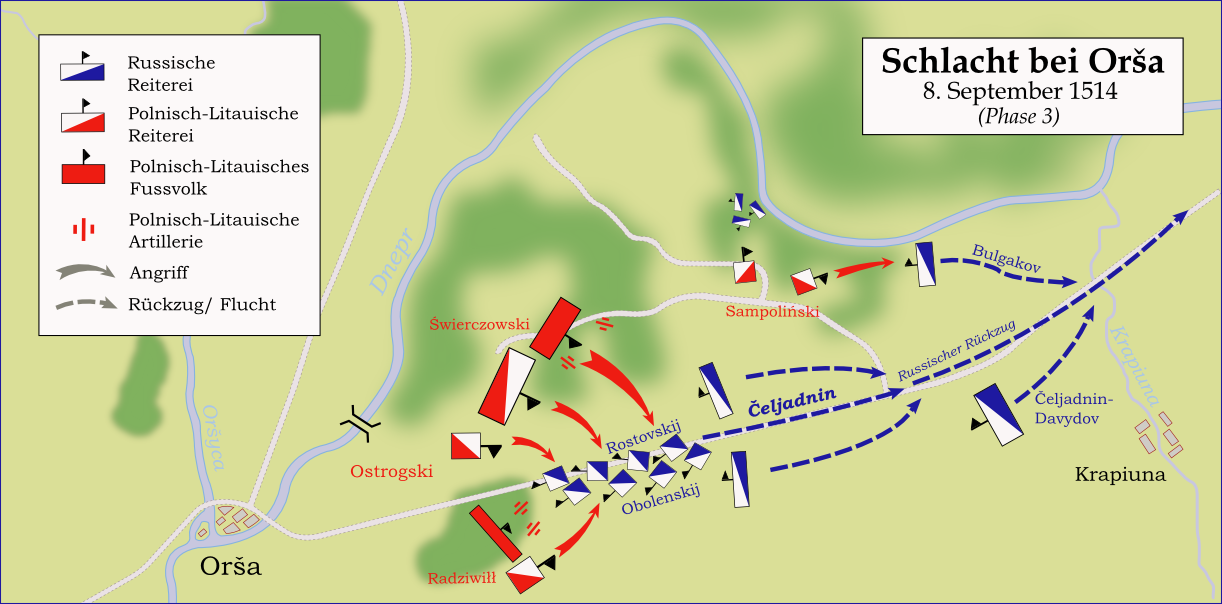
Schéma rozhodující třetí fáze bitvy

Bitva u Oršy (bělorusky: Бітва пад Оршай, litevsky: Oršos mūšis, polsky: bitwa pod Orszą, ukrajinsky: Битва під Оршею) bylo vojenské střetnutí mezi vojsky Litevského velkoknížectví podporovanými armádou Koruny polského království a silami Moskevského velkoknížectví. Bitva se konala 8. září 1514 u města Orša (tehdy na území Litevského velkoknížectví, dnes Běloruska). Šlo o jeden z mnoha střetů rusko-litevských válek, konkrétně rozhodující bitvu čtvrté rusko-litevské války, jež probíhala v letech 1512–1522. Litevsko-polské straně velel litevský hejtman Konstantin Ostrožský, ruským šikům bojar Ivan Andrejevič Čeljadnin. Litevci dosáhli drtivého vítězství, které Ostrožskému zajistilo mimořádnou slávu, neboť vedl třicetitisícové vojsko, jež čelilo osmdesátitisícové ruské přesile. Počty vojáků vycházejí z nejdůvěryhodnější dobové zprávy, knihy Rerum Moscoviticarum commentarii, již sepsal rakouský diplomat v Moskvě Siegmund von Herberstein. Moderní historikové uváděné počty někdy přehodnocují. Čeljadnin byl v bitvě zajat a zemřel ve vězení ve Vilniusu. Bitvu zachytil na velmi známém obraze malíř Hans Krell.
Vítězství bylo jasné a Ostrožského síly pokračovaly v pronásledování poražené ruské armády. Znovu dobyly většinu dříve zajatých pevností, včetně Mscislaŭ a Kryčaŭ, byly však příliš vyčerpané na to, aby rychle zabraly Rusy předtím dobytý Smolensk. Ostrožský stanul u Smolenska až koncem září, což dalo moskevskému velkoknížeti Vasiliji III. dostatek času na přípravu obrany a Smolensk udržel. V prosinci tak hejtman Ostrožský pokusů dobýt i Smolensk zanechal a vrátil se do Vilniusu, kde byl triumfálně uvítán. Na památku vítězství byly ve Vilniusu postaveny dva pravoslavné kostely: kostel Nejsvětější Trojice a kostel svatého Mikuláše, které patří mezi nejpůsobivější příklady pravoslavné architektury v Litvě (Ostrožský byl totiž pravoslavným věřícím – navzdory tomu, že hlavním náboženstvím Litvy a Polska bylo katolictví – a velkým mecenášem staveb pravoslavných chrámů). Boje ustaly až roku 1520. V roce 1522 byla podepsána mírová smlouva, v níž Litva odstupovala asi čtvrtinu území bývalé Kyjevské Rusi, včetně Smolenska. Ten byl sice roku 1611 Rusům ještě jednou vyrván, ale roku 1654 ho získali znovu v chaosu Chmelnického povstání a je součástí Ruska do dnešních dnů.
Zajímavostí je, že bitva se stala součástí kolektivní paměti nejen Litevců a Poláků, ale i Bělorusů. Zejména po rozpadu Sovětského svazu se stala symbolem běloruského odporu vůči Rusku a běloruských bojových tradic (Bělorusko bylo v 16. století součástí Litevského knížectví a jeho historii vnímají Bělorusové jako svou). V důsledku rostoucích vazeb Lukašenkova režimu na Rusko ale začaly být oslavy bitvy státem potlačovány, ba pronásledovány. Například v září 2005 dostali čtyři členové opoziční Běloruské lidové fronty každý pokutu téměř 4 miliony běloruských rublů (zhruba 1500 eur) za oslavu 491. výročí bitvy. Bitvu si připomíná rovněž Ukrajina, o jejíž území se v rusko-litevských válkách bojovalo.